# IAR CV 11
Pour les articles homonymes, voir IAR.
Le IAR CV 11 est un prototype d'avion militaire de l'entre-deux-guerres conçu en Roumanie. Il est le premier avion conçu par IAR et aussi le premier chasseur monoplan construit en Roumanie.

## Conception
Au début de l’année 1930, la Force aérienne roumaine lança un concours pour équiper ses escadrilles d’un nouveau type de chasseur. Entre juillet et octobre, plusieurs types d’appareils étrangers furent testés sur un aérodrome près de Bucarest. Cependant aucun modèle ne fut retenu, car aucun des concurrents n’atteignait la vitesse minimale fixée par les spécifications à 300 km/h. L’avion le mieux placé était le polonais PZL P.1. Cependant, la commission militaire fut informée qu’un nouveau prototype de chasseur avait été terminé chez I.A.R., et qu’il avait atteint une vitesse maximale impressionnante de 319 km/h durant ses premiers essais en vol.
Le chasseur IAR CV 11 avait été conçu par l’ingénieur roumain Elie Carafoli, chef du bureau d’études des usines IAR, et le Français Lucien Virmoux, dont il portait les initiales C et V. Sa construction était d’avant-garde pour l’époque. Il avait une structure mixte en bois et en métal, et une aile basse cantilever, des caractéristiques qui furent progressivement adoptées par les plus grands constructeurs aéronautiques du monde durant les années 1930. La structure de l’avant du fuselage était composée de tubes de duralumin, tandis que la partie arrière était en sapin. Le moteur et la partie avant du fuselage, jusqu’au cockpit, étaient recouvertes de feuilles de duralumin, la partie arrière de contreplaqué. 
À l’origine, le moteur était un Lorraine-Dietrich 12Fa Courlis, à 12 cylindres en W de 600 ch. Ce moteur était peu fiable et trop lourd pour la structure légère de l’avion, qui ne pesait que 1 100 kg, provoquant une fâcheuse tendance à partir en vrille à faible vitesse. Ce défaut ne pouvant être corrigé, le premier prototype dut être abandonné. Un second prototype fut réalisé, avec un moteur moins puissant mais plus léger Hispano-Suiza 12Mc de 500 ch à 12 cylindres en V. Il donnait au prototype numéro 2 de meilleures performances, avec une vitesse de 329 km/h au niveau de la mer, et 295 km/h à 5 000 mètres d’altitude.
L’armement prévu pour la version de série était de deux mitrailleuses Vickers de 7,7 mm placées sur le capot-moteur et synchronisées pour tirer à travers le disque de l’hélice.

## Engagements
Après ses essais en vol initiaux, le second prototype, qui fut designé à la manière française IAR CV 11 C1 (Chasseur monoplace), fut envoyé par bateau à Istres, en France, où il arriva en janvier 1931. Durant deux mois, des essais furent menés par des spécialistes français.
De retour en Roumanie, le pilote d'essai, le capitaine aviateur Romeo Popescu, tente de battre avec le prototype le record de vitesse sur 500 km en circuit fermé, qui était alors détenu par la France avec 306,696 km/h réalisé par Joseph Sadi-Lecointe sur avion Nieuport-Delage. La tentative de record eut lieu le 9 décembre 1931. Roman Popescu parcourut sans difficulté les premiers 370 km à une vitesse de 319 km/h, laissant espérer que le record serait battu. Mais arrivé près de la gare de Lehliu, le moteur Hispano-Suiza qui surchauffait tomba en panne, obligeant le pilote à tenter un atterrissage d’urgence dans un champ enneigé. Mais au contact de la neige épaisse l’avion se retourna, tuant son pilote. 
La commission d’enquête conclut que le refroidissement du moteur, insuffisant lorsqu’il était poussé au maximum, avait causé la panne fatale. Tout le travail sur l’avion fut stoppé. Le général Constantin Lazarescu (ro) décida que la force aérienne roumaine serait dotée d’avions PZL P.11, une version améliorée du P.1.